# Porta Sant'Angelo (Roma)
La Porta Sant'Angelo era una delle porte cittadine che si aprivano nelle Mura leonine di Roma. 
Insieme alla porta San Pellegrino e alla “posterula Saxonum” (poi divenuta porta Santo Spirito) era tra i più antichi accessi alla città leonina nelle mura originali, e riportava infatti, stando ad alcune testimonianze, una lunga iscrizione di papa Leone IV che celebrava l'edificazione della cinta muraria (e che sembra fosse presente, con qualche variante, anche sulle altre due porte):
Di questa porta non si hanno praticamente altre notizie, ed è incerta anche l'effettiva esatta dislocazione. Secondo il Piale la posterula di Sant'Angelo doveva trovarsi in corrispondenza  dell'ampia arcata che il “Passetto di Borgo” compie scavalcando il fossato per congiungersi al bastione di San Marco, quello più occidentale di Castel Sant'Angelo, mentre il Nibby la pone più a sud-ovest, all'incrocio tra i demoliti Borgo Nuovo e Borgo Vecchio, quindi praticamente alla fine di via della Conciliazione. A questa incertezza va aggiunta quella relativa all'esatta dislocazione della Porta Cornelia delle mura aureliane, che sembrerebbe doversi posizionare a poca distanza, un po' più vicina al bastione più a sud, praticamente tra gli attuali lungotevere Vaticano e largo Giovanni XXIII. Non si è ancora trovata una risposta al quesito se la Cornelia-Sant'Angelo fosse un'unica porta (in una delle tre posizioni proposte) o se si tratti di due aperture vicine ma distinte.
L'arco sul fossato del castello è qui sormontato da uno stemma pontificio circondato da altri tre stemmi più piccoli, ma sono stati tutti accuratamente scalpellati, per cui solo una targa posta più in basso consente di attribuire fossato e arcata ai lavori di papa Pio V che quindi, se la porta era effettivamente in quella posizione, la demolì.
Da qui iniziava comunque l'antica via Cornelia, che seguiva all'incirca il tracciato dell'attuale via della Conciliazione per proseguire oltre il colle Vaticano. Una diramazione, la via Tiberina, costeggiava il castello e raggiungeva la via Cassia e la via Flaminia all'altezza di Ponte Milvio.